# BrainDead (série télévisée)
Pour les articles homonymes, voir Brain Dead.
BrainDead, ou Sang cervelle au Québec, est une série télévisée américaine en treize épisodes de 42 minutes créée par Robert King et Michelle King, diffusée entre le 13 juin 2016 et le 11 septembre 2016 sur le réseau CBS et en simultané sur le réseau Global au Canada.
En France, la série est diffusée depuis le 5 mars 2017 sur Série Club et disponible depuis le 1er février 2020 sur 6Play, au Québec, elle est diffusée du 4 avril 2017 au 27 juin 2017 sur Max et en Belgique depuis le 22 janvier 2019 sur Plug RTL.

## Synopsis
Laurel Healy, réalisatrice américaine de documentaire idéaliste, se retrouve dans le cabinet de son frère Luke pour financer son prochain film. Ce dernier, chef de file des sénateurs Démocrates, l'embauche car il a besoin de toute l'aide nécessaire à la veille d'une paralysie gouvernementale. Laurel découvre que des insectes extraterrestres grignotent le cerveau des employés de la Maison-Blanche et d'élus américains, sénateurs compris. Leur comportement devient alors des plus étranges.

## Distribution

### Acteurs principaux
- Mary Elizabeth Winstead (VF : Caroline Mozzone) : Laurel Healy
- Danny Pino (VF : Xavier Fagnon) : Luke Healy, frère aîné de Laurel
- Aaron Tveit (VF : Alexandre Gillet) : Gareth Ritter
- Tony Shalhoub (VF : Michel Papineschi) : sénateur Red Wheatus
- Nikki M. James (en) (VF : Alice Taurand) : Rochelle Daudier (12 épisodes)
- Johnny Ray Gill (en) (VF : Diouc Koma) : Gustav Triplett (10 épisodes)
- Jan Maxwell (en) (VF : Cathy Cerda) : sénateur Ella Pollack (9 épisodes)
- Charlie Semine (VF : Yann Sundberg) : Anthony Onofrio (7 épisodes)

### Acteurs récurrents
- Paige Patterson (VF : Olivia Nicosia) : Scarlett Pierce (10 épisodes)
- Zach Grenier (VF : Denis Boileau) : Dean Healy, père de Laurel et Luke (8 épisodes)
- Megan Hilty (VF : Charlotte Marin) : Misty Alise (8 épisodes)
- Beth Malone (en) (VF : Laurence Dourlens) : Claudia Monarch (8 épisodes)
- Lily Cowles (VF : Marion Koen) : Germaine Healy (épisodes 1, 3, 10 et 11)
- Wayne Duvall (VF : Richard Leblond) : Andre Amarant (épisodes 4 à 6, et 11)
- Brooke Adams (VF : Françoise Rigal) : Senateur Diane Vaynerchuk (épisodes 8 à 10, 12 et 13)
- Helen Carey : Liz Healy (épisodes 8 et 13)

- Version française
  - Société de doublage : TVS[8]
  - Direction artistique : Vanina Pradier
  - Adaptation : Félicie Seurin, Laurence Fattelay, Juliette de la Cruz, Stéphane Lévine & Caroline Lecoq

 Source et légende : version française (VF) sur RS Doublage et DSD

## Production

### Développement
Le 22 juillet 2015, CBS annonce avoir commandé treize épisodes de la série pour une diffusion à l'été 2016,.
Le 17 mars 2016, le réseau CBS annonce la date de lancement de la série au 13 juin 2016.
Le 17 octobre 2016, la série est annulée au terme d'une saison.

### Casting
Le 10 septembre 2015, Mary Elizabeth Winstead obtient le rôle principal de Laurel,. Elle est rejointe le 15 octobre 2015, par Aaron Tveit, dans le rôle de Gareth et fin octobre par Johnny Ray Gill (en) qui sera Gustav.
Le 22 octobre 2015, Nikki M. James (en) est annoncée dans le rôle régulier de Rochelle, une médecin résident.
Le 30 novembre 2015, Danny Pino rejoint la distribution principale dans le rôle de Luke, qui est le grand frère de Laurel.
Le 4 février 2016, Tony Shalhoub est annoncé au sein de la distribution principale dans le rôle de Red Wheatus, un sénateur du parti républicain, au caractère extraverti. À la mi-mars 2016, Beth Malone (en) décroche un rôle récurrent.

### Musique
Chaque épisode démarre avec une chanson-récapitulative des faits précédents composée et chantée par Jonathan Coulton.
La chanson You Might Think (en) de The Cars a été sélectionnée pour être utilisée à de nombreuses reprises, notamment pour son caractère reconnaissable dès les premières notes et son côté répétitif.

## Épisodes
1. La Bête noire (The Insanity Principle: How Extremism in Politics is Threatening Democracy in the 21st Century)
2. Les Chaises musicales (Playing Politics: Living Life in the Shadow of the Budget Showdown--A Critique)
3. Coups bas (Goring Oxes: How You Can Survive the War on Government Through Five Easy Steps)
4. La Bonne Direction (Wake Up Grassroots: The Nine Virtues of Participatory Democracy, and How We Can Keep America Great by Encouraging an Informed Electorate)
5. De concert (Back to Work: A Behind-the-Scenes Look at Congress and How It Gets Things Done (and Often Doesn't))
6. La Musique des sphères (Notes Toward a Post-Reagan Theory of Party Alliance, Tribalist, and Loyalty: Past as Prologue)
7. L'Art de l'euphémisme (The Power of Euphemism: How Torture Became a Matter of Debate in American Politics)
8. Déclaration de guerre (The Path to War Part One: The Gathering Political Storm)
9. SRB.54 (Taking on Water: How Leaks in D.C. are Discovered and Patched)
10. Propagande (The Path to War Part Two: The Impact of Propaganda on Congressional War Votes)
11. 48 heures (Six Points on the New Congressional Budget: The False Dichotomy of Austerity vs. Expansionary Policies)
12. Le Vote (Talking Points Toward a Wholistic View of Activism in Government: Can the Top Rebel ?)
13. Le Chant des insectes (The End of All We Hold Dear: What Happens When Democracies Fail: A Brief Synopsis)

## Accueil

### Réception critique
Aux États-Unis, la série est créditée de 60 % d'opinions positives sur Metacritic et de 63 % sur Rotten Tomatoes.

### Revue de presse
- Cédric Melon, « Science-fiction déjantée. Cette nouvelle série des créateurs de  The Good Wife s'attaque à la science-fiction avec maestria et originalité. », Télécâble Sat Hebdo no 1400, SETC, Saint-Cloud, 27 février 2017, p. 15,  (ISSN 1630-6511)